# Konstantínovskoie
Konstantínovskoie (en rus: Константиновское) és un poble del krai de Stàvropol, a Rússia, que en el cens del 2010 tenia 5.071 habitants. Pertany al districte rural de Petrovski.